# Carlos Guerini
Carlos Alfredo Guerini Lacasia (Córdoba, 1949. március 13. – 2023. október 24.) válogatott argentin labdarúgó, csatár.

## Pályafutása

### Klubcsapatban
1966 és 1970 között a General Paz Juniors, 1970–71-ben a Rosario Puerto Belgrano, 1972-ben a Belgrano, 1973-ban a Boca Juniors labdarúgója volt. 1973 és 1975 között a spanyol CD Málaga, majd 1975 és 1979 között a Real Madrid csapatában szerepelt. 1979–80-ban a Talleres játékosa volt. A Real Madriddal három spanyol bajnoki címet szerzett.

### A válogatottban
1973-ban hét alkalommal szerepelt az argentin válogatottban és négy gólt szerzett.

## Sikerei, díjai
Real Madrid
- Spanyol bajnokság
  - bajnok (3): 1975–76, 1977–78, 1978–79